# هوهنتان
هوهنتان (به آلمانی: Hohenthann) یک شهر در آلمان است که در بایرن واقع شده‌است.

## خصوصیات
هوهنتان ۶۸٫۳۲ کیلومترمربع مساحت دارد ۴۸۷ متر بالاتر از سطح دریا واقع شده‌است.